# Тамаш Кадар
Тамаш Кадар (угор. Kádár Tamás, нар. 14 березня 1990, Веспрем, Угорщина) — угорський футболіст, захисник китайського клубу «Шаньдун Лунен» і національної збірної Угорщини.

## Клубна кар'єра
У дорослому футболі дебютував у 16-річному віці 2006 року виступами за команду клубу «Залаегерсег», в якій провів півтора сезони, взявши участь у 14 матчах чемпіонату.
На перспективного юнака звернули уваги скаути англійського «Ньюкасл Юнайтед», з яким він уклав контракт у січні 2008 року. Перші роки у Ньюкаслі грав за команду дублерів, а в сезоні 2009/10, який команда проводила у Чемпіоншипі отримав досвід виступів за першу команду. Після повернення «Ньюкасла» до Прем'єр-ліги і відповідного кадрового підсилення припинив потрапаляти до першої команди, а першу половину 2011 року провів в оренді у команді клубу «Гаддерсфілд Таун» з третього англійського дивізіону. Згодом знову грав за дублерів «Ньюкасл Юнайтед».

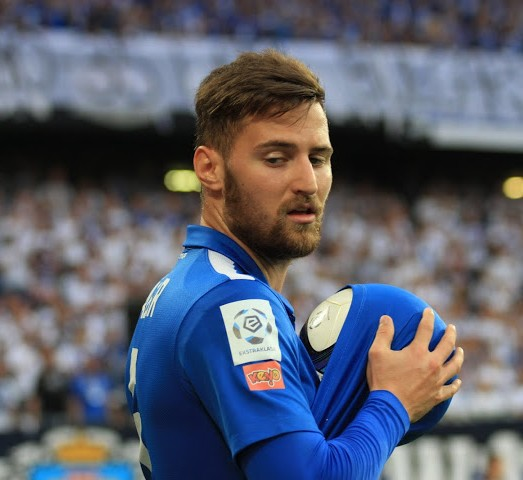
Тамаш Кадар під час виступів за «Лех» (Познань). 23 серпня 2015 року.

7 серпня 2012 року перейшов до нідерландської «Роди». У цьому клубі також не мав постійної ігрової практики і за півроку повернувся на батьківщину, ставши гравцем клубу «Діошдьйор». Провівши два роки у цій команді, на початку 2015 року уклав контракт з польським клубом «Лех» (Познань). Того ж року з новою командою став чемпіоном Польщі і володарем національного Суперкубка.
На початку лютого 2017 року перейшов до київського «Динамо». 25 лютого 2017 року вперше потрапив до заявки киян, на матч 19-ого туру української Прем'єр-ліги проти луганської «Зоря». Тамаш увесь поєдинок просидів на лаві для запасних. 4 березня 2017 року в матчі 20-го туру УПЛ дебютував за киян, вийшовши в стартовому складі та відігравши увесь поєдинок. А 26 квітня 2017 року, в рамках півфінального матчу кубку України проти першолігового «Миколаєва» Кадар відзначився дебютним голом за киян. В українській команді протягом більшості часу був основним центральним захисником і допоміг команді здобути два Суперкубки України у 2018 та 2019 роках.
24 листопада 2019 року Кадар зіграв ювілейний 100-й матч у футболці «Динамо» в рамках 15 туру чемпіонату проти «Маріуполя» (3:0). Втім вже 3 лютого 2020 року під час другого зимового навчально-тренувального збору в Туреччині гравець був несподівано відсторонений від роботи з основним складом і переведений в дубль. За однією з версій, причиною такого рішення став конфлікт з головним тренером команди Олексієм Михайличенко, за іншою — бажання футболіста за рік до закінчення контракту покинути «Динамо». За словами агента гравця, інтерес до Кадара виявляв ряд російських футбольних клубів.
28 лютого 2020 року Кадар підписав контракт з китайським клубом «Шаньдун Лунен», який за даними transfermarkt.de заплатив за гравця 3 млн євро, а 19 грудня 2020 став володарем кубка Китаю.

## Виступи за збірні
2006 року дебютував у складі юнацької збірної Угорщини, взяв участь у 9 іграх на юнацькому рівні.

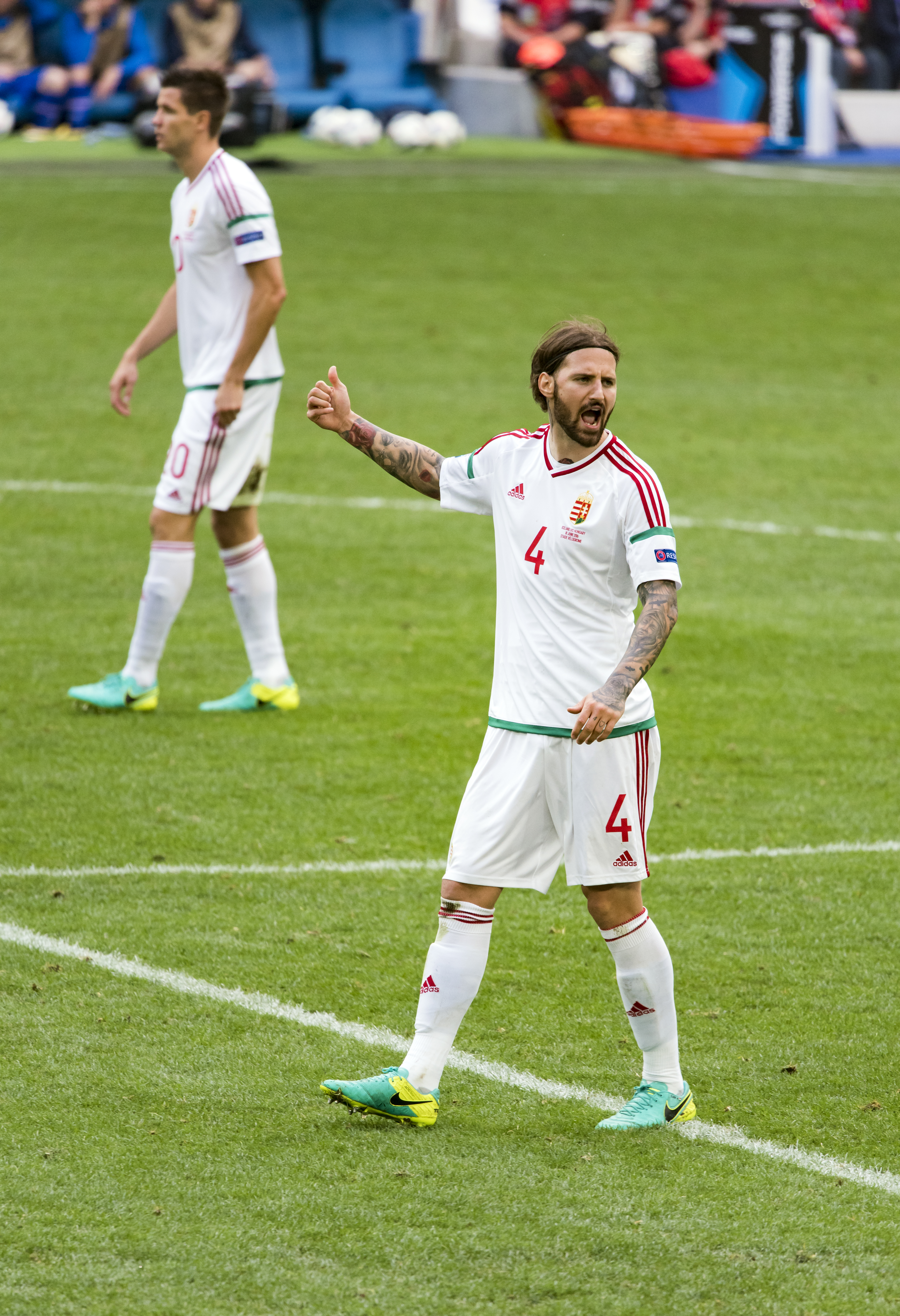
Тамаш Кадар на Євро-2016.

Протягом 2009—2012 років залучався до складу молодіжної збірної Угорщини. На молодіжному рівні зіграв у 13 офіційних матчах.
17 листопада 2010 року в товариському матчі проти збірної Литви Кадар дебютував за національну збірну Угорщини.
У 2016 році Тамаш у складі збірної взяв участь у чемпіонаті Європи у Франції. На турнірі він зіграв у трьох матчах і дійшов з командою до 1/8 фіналу.
31 серпня 2017 року в відбірковому матчі до чемпіонату світу 2018 року проти збірної Латвії Кадар забив свій перший гол за національну команду. Втім у підсумку угорці стали лише третім у відборі і на «мундіаль» не пробились.

## Статистика виступів

### Статистика клубних виступів
Станом на 28 лютого 2020 року
| Сезон                       | Команда                     | Чемпіонат                   | Чемпіонат | Чемпіонат | Національний кубок | Національний кубок | Національний кубок | Континентальні кубки | Континентальні кубки | Континентальні кубки | Інші змагання | Інші змагання | Інші змагання | Усього | Усього |
| Сезон                       | Команда                     | Ліга                        | Ігор      | Голів     | Ліга               | Ігор               | Голів              | Ліга                 | Ігор                 | Голів                | Ліга          | Ігор          | Голів         | Ігор   | Голів  |
| --------------------------- | --------------------------- | --------------------------- | --------- | --------- | ------------------ | ------------------ | ------------------ | -------------------- | -------------------- | -------------------- | ------------- | ------------- | ------------- | ------ | ------ |
| 2006–07                     | «Залаегерсег»               | ЧУ I                        | 5         | 0         | КУ+КУЛ             | -+3                | -+0                | -                    | -                    | -                    | -             | -             | -             | 8      | 0      |
| 2007-січ. 2008              | «Залаегерсег»               | ЧУ I                        | 9         | 1         | КУ+КУЛ             | 0+4                | 0+0                | КУЄФА                | 2                    | 0                    | -             | -             | -             | 15     | 1      |
| Усього за «Залаегерсег»     | Усього за «Залаегерсег»     | Усього за «Залаегерсег»     | 14        | 1         |                    | 7                  | 0                  |                      | 2                    | 0                    |               | -             | -             | 23     | 1      |
| січ.-черв. 2008             | «Ньюкасл Юнайтед»           | ПЛ                          | 0         | 0         | КА+КФЛ             | -±                 | -                  | -                    | -                    | -                    | -             | -             | -             | 0      | 0      |
| 2008–09                     | «Ньюкасл Юнайтед»           | ПЛ                          | 0         | 0         | КА+КФЛ             | 0+0                | 0+0                |                      | -                    | -                    |               | -             | -             | 0      | 0      |
| 2009–10                     | «Ньюкасл Юнайтед»           | ЧФЛ                         | 13        | 0         | КА+КФЛ             | 2+1                | 0+0                |                      | -                    | -                    |               | -             | -             | 16     | 0      |
| 2010-січ. 2011              | «Ньюкасл Юнайтед»           | ПЛ                          | 0         | 0         | КА+КФЛ             | 0+2                | 0+0                |                      | -                    | -                    |               | -             | -             | 2      | 0      |
| січ.-черв. 2011             | «Гаддерсфілд Таун»          | 1ФЛ                         | 2         | 0         | КА+КФЛ             | 0+0                | 0+0                | -                    | -                    | -                    | ТФЛ           | -             | -             | 2      | 0      |
| 2011–12                     | «Ньюкасл Юнайтед»           | ПЛ                          | 0         | 0         | КА+КФЛ             | 0+0                | 0+0                |                      | -                    | -                    |               | -             | -             | 0      | 0      |
| Усього за «Ньюкасл Юнайтед» | Усього за «Ньюкасл Юнайтед» | Усього за «Ньюкасл Юнайтед» | 13        | 0         |                    | 5                  | 0                  |                      |                      |                      |               |               |               | 18     | 0      |
| 2012-січ. 2013              | «Рода»                      | ЕД                          | 11        | 0         | КН                 | 1                  | 0                  |                      |                      |                      | -             | -             | -             | 12     | 0      |
| січ.-черв. 2013             | «Діошдьйор»                 | ЧУ I                        | 13        | 1         | КУ+КУЛ             | -+0                | -+0                |                      | -                    | -                    | -             | -             | -             | 13     | 1      |
| 2013–14                     | «Діошдьйор»                 | ЧУ I                        | 24        | 1         | КУ+КУЛ             | 8+5                | 0+0                | -                    | -                    | -                    | -             | -             | -             | 37     | 1      |
| 2014-січ. 2015              | «Діошдьйор»                 | ЧУ I                        | 16        | 0         | КУ+КУЛ             | 0+1                | 0+0                | ЛЄ                   | 6                    | 0                    | -             | -             | -             | 23     | 0      |
| Усього за «Діошдьйор»       | Усього за «Діошдьйор»       |                             | 53        | 2         |                    | 14                 | 0                  |                      | 6                    | 0                    |               | -             | -             | 73     | 2      |
| січ.-черв. 2015             | «Лех»                       | ЕК                          | 9         | 0         | КП                 | 3                  | 0                  | ЛЄ                   | -                    | -                    | -             | -             | -             | 12     | 0      |
| 2015–16                     | «Лех»                       | ЕК                          | 29        | 0         | КП                 | 4                  | 0                  | ЛЧ+ЛЄ                | 3+7                  | 0                    | СП            | 1             | 0             | 44     | 0      |
| 2016–лют. 2017              | «Лех»                       | EK                          | 16        | 0         | КП                 | 2                  | 0                  | -                    | -                    | -                    | СП            | 0             | 0             | 18     | 0      |
| Усього за «Лех»             | Усього за «Лех»             | Усього за «Лех»             | 54        | 0         |                    | 9                  | 0                  |                      | 10                   | 0                    |               | 1             | 0             | 74     | 0      |
| лют.-тра. 2017              | «Динамо» (Київ)             | ПЛ                          | 10        | 0         | КУ                 | 3                  | 1                  | ЛЧ                   | -                    | -                    | СУ            | -             | -             | 13     | 1      |
| 2017-18                     | «Динамо» (Київ)             | ПЛ                          | 21        | 0         | КУ                 | 2                  | 0                  | ЛЧ+ЛЄ                | 2+11                 | 0                    | СУ            | 0             | 0             | 36     | 0      |
| 2018-19                     | «Динамо» (Київ)             | ПЛ                          | 22        | 0         | КУ                 | 1                  | 0                  | ЛЧ+ЛЄ                | 4+7                  | 0+0                  | СУ            | 1             | 0             | 35     | 0      |
| 2019-лют. 2020              | «Динамо» (Київ)             | ПЛ                          | 12        | 0         | КУ                 | 0                  | 0                  | ЛЧ+ЛЄ                | 2+4                  | 0+0                  | СУ            | 1             | 0             | 19     | 0      |
| Усього за «Динамо» (Київ)   | Усього за «Динамо» (Київ)   | Усього за «Динамо» (Київ)   | 66        | 0         |                    | 6                  | 1                  |                      | 30                   | 0                    |               | 2             | 0             | 104    | 1      |
| Усього за кар'єру           | Усього за кар'єру           | Усього за кар'єру           | 124       | 3         |                    | 28                 | 0                  |                      | 18                   | 0                    |               | 1             | 0             | 171    | 3      |

## Титули і досягнення
- Володар Кубка угорської ліги (1):

«Діошдьйор»: 2013/14
- Чемпіон Польщі (1):

«Лех»: 2014/15
- Володар Суперкубка Польщі (1):

«Лех»: 2015
- Володар Суперкубка України (2):

«Динамо» (Київ): 2018, 2019
- Володар Кубка Китаю (1):

«Шаньдун Тайшань»: 2020